# Trece atributos de misericordia

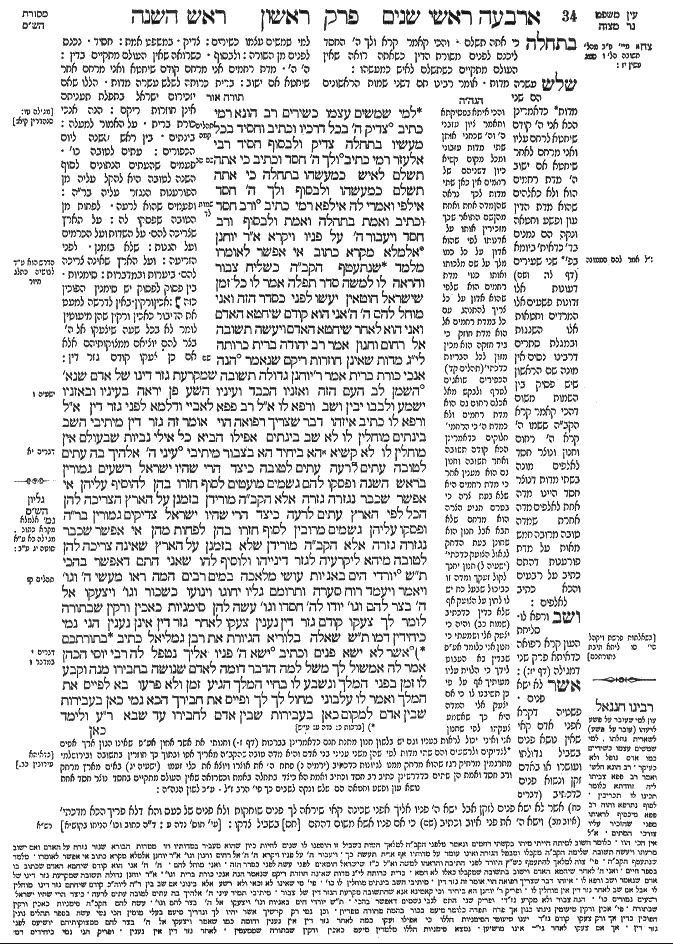
Texto de 17b del tratado de Rosh-HaShaná del Talmud

Los trece atributos de misericordia ( שלוש עשרה מדות, pronunciado "Shlosh Hesreh Middot") son los Atributos Divinos con los que, según el judaísmo, Dios gobierna el mundo. Se encuentran recogidos en el capítulo 34 del libro de Shmot, versículos 6 y 7, que forman parte de la parasha Ki-Tisá (en hebreo, כִּי תִשָּׂא). 

## Uso litúrgico
Los Trece Atributos son un componente especial de los rezos diarios de Shajarit y Minjá, pero no se rezan en Arvit. Se rezan cuando se halla en presencia de un Minyam (10 varones) y se pronuncian lentamente, contándolos con los dedos. Cuando se menciona el Nombre de Dios se hace una pausa entre cada nombre. Son un tema central en la oración de los Selijot, poemas penitenciales del período previo a los Yamim Noraim (los días temibles). Maimónides, en el Capítulo LII de su Guía de los Perplejos, explica que por "atributos" no se debe entender que se correspondan con "cualidades" de Dios, ya que lo que es Dios está más allá de la comprensión humana, sino, más bien, cómo Dios opera en este mundo.

### Texto
El texto hebreo original de la Torá a partir del cual se desarrollan los trece atributos de la Misericordia es el siguiente:
וַיַּעֲבֹר יְהוָה עַל-פָּנָיו, וַיִּקְרָא, יְהוָה יְהוָה, אֵל רַחוּם
וְחַנּוּן--אֶרֶךְ אַפַּיִם, וְרַב-חֶסֶד וֶאֱמֶת
נֹצֵר חֶסֶד לָאֲלָפִים, נֹשֵׂא עָוֺן וָפֶשַׁע וְחַטָּאָה; וְנַקֵּה
לֹא יְנַקֶּה--פֹּקֵד עֲוֺן אָבוֹת עַל-בָּנִים וְעַל-בְּנֵי בָנִים, עַל
שִׁלֵּשִׁים וְעַל-רִבֵּעִים
La traducción al español en la Versión Reina-Valera es la siguiente:
"Y pasando Jehová por delante de él, proclamó: Jehová! Jehová! fuerte, misericordioso y piadoso; tardo para la ira, y grande en misericordia y verdad; que guarda misericordia a millares, que perdona la iniquidad, la rebelión y el pecado, y que de ningún modo tendrá por inocente al malvado; que visita la iniquidad de los padres sobre los hijos y sobre los hijos de los hijos, hasta la tercera y cuarta generación".
A partir de ese texto, los trece atributos de la Misericordia son recitados del siguiente modo conforme a su transcripción fonética:
Vaya'abor Adonay al panav vayikrá: Adonay, Adonay, El / Rajum / Vejanún / Érej apayim / Verab jésed / Veemet / Notser jésed laalafim / Nose avón / Vafesha / Vejataá / Venaké / Rajum vejanún jatanu lefaneja rajem alenu vehoshienu
La traducción al español es la siguiente:
El Señor paso delante de él, y proclamó: El Señor, el Señor, Dios / Misericordioso y / Pródigo en gracia; Tardo para la ira / Y abundante en bondad / Y verdad; Que preserva bondad para millares (de generaciones), Perdona la iniquidad, La rebelión / Y el error, / Y absuelve / Misericordioso y lleno de gracia, hemos pecado delante de Ti; ten misericordia de nosotros y sálvanos.

### Contexto bíblico
El contexto en que aparecen los trece atributos de la misericordia corresponde con el momento que Moisés desciende por primera vez del Monte Sinaí, portando las primeras tablas de la Ley, y encuentra al pueblo adorando al becerro de oro. Moisés cree que este pueblo ya está perdido luego de esto y que va a ser imposible que Dios los perdone. Sin embargo Dios,  gracias a las súplicas de Moisés, perdona una vez más. Acto seguido, Dios le ordena a Moisés que vuelva a subir a la montaña ya que va a entregarle nuevamente las tablas, pero esta vez será Moisés quien tendrá que esculpirlas.

## División y significado
Si bien no existe unanimidad a la hora de dividir el texto en los trece atributos, se presenta a continuación la forma en que más habitualmente se dividen los mismos, haciéndose referencia a su significado. El desglose presentado es el que realizó Rabeinu Tam, nieto de RaShI.
1. Adonay: Dios es compasivo antes de que el hombre cometa pecado.
2. Adonay: Dios es compasivo después de que el hombre cometa pecado y se vuelva de su mal camino.
3. El: Dios es poderoso para dar a todas las criaturas según su necesidad.
4. Rajum: Dios es misericordioso con los pobres.
5. Vejanún: Dios es benévolo con los ricos.
6. Érej apayim: Dios es paciente y no se apresura para castigar al hombre a la espera de que se arrepienta y vuelva al buen camino.
7. Verab jésed: Dios es benevolente aun con aquellos que ni siquiera alcanzan méritos.
8. Veemet: Dios recompensa verdaderamente a los que se esfuerzan en cumplir Su voluntad.
9. Notser jésed laalafim: Dios recuerda los méritos de los antepasados y ejecuta Su Bondad con sus herederos.
10. Nose avón: Dios perdona hasta los pecados premeditados.
11. Vafesha: Dios perdona a los rebeldes.
12. Vejataá: Dios perdona el pecado que se comete sin intención.
13. Venaké: Dios absuelve a los arrepentidos y limpia todas sus faltas.

## Enseñanzas talmúdicas
En el apartado 17b:5 del tratado Rosh ha-shaná del Talmud de Babilonia (תלמוד בבלי), rabí Yohanan ben Zakai explica que en el momento descrito en Éxodo 34:6 ("Dios pasó frente a él y proclamó…"), HaShem se cubrió con Su talit, como lo hace el jazán que guía la oración pública, para mostrarle a Moisés cómo interceder cuando el pueblo pecaba, implicando que fue Dios mismo quien dijo los Trece Atributos, informando de que "cuando Israel peque, harán este orden delante de Mí, y Yo los perdonaré" (“כל זמן שישראל חוטין יעשו לפני כסדר הזה ואני מוחל להם”). Conforme a rabí Yohanan ben Zakai, no se trataría pues de que los judíos "digan" los Trece Atributos, sino de que los "realicen", esto es, que cuando el pueblo judío pecara en el futuro, debería emular Sus caminos conforme a los Trece Atributos y Él les perdonaría. La manera de reparar la relación con Dios pasaría por demostrar con acciones que, a pesar de haber fallado en el pasado, el pueblo judío estaría listo para volver a intentarlo.

## Literatura midrásica
En el Sifré de Devarim, que se remonta principalmente a la escuela del rabino Akiva, estos trece atributos no se llaman "middot" (en hebreo מידות, palabra que también tiene el significado de "cualidades", "reglas" o "medidas"), sino "derajim" (en hebreo דְּרָכִים, "caminos").
En el Midrás de la Muerte de Moisés (en hebreo מדרש פטירת משה, pronunciado Midrash Petirat Mosheh) se relata como Moisés, el mismo día de su muerte, escribió trece "middot", lo que haría pensar en los trece atributos de misericordia. No obstante, por el contexto, el sentido más lógico del texto sería que Moisés escribió trece Torah, doce para cada una de las doce tribus y una (la Torah más excelente de todas) que depositó en el Arca, para que si alguien intentara falsificar algo, siempre pudieran encontrar la del Arca.